# 니쿠만

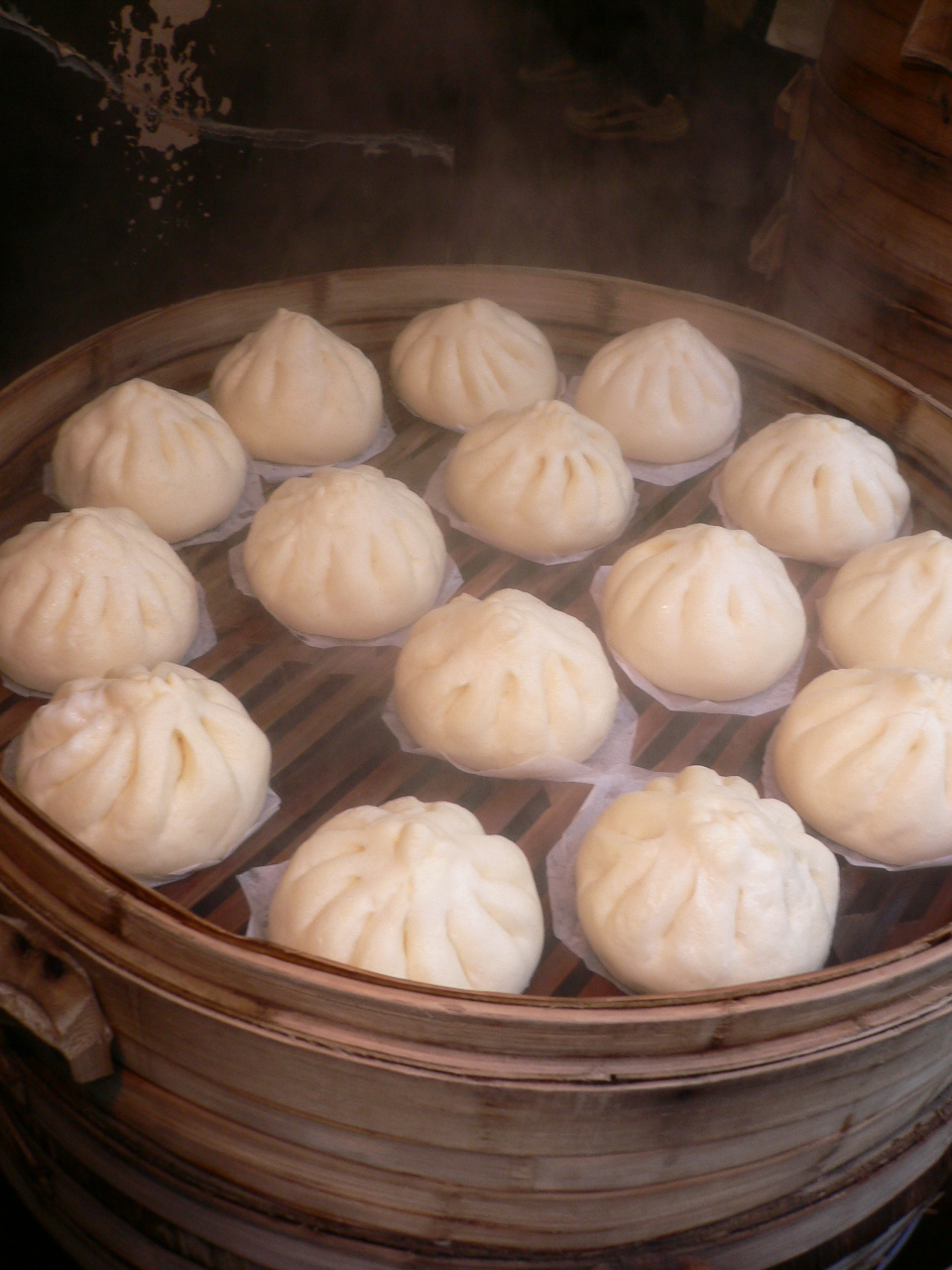
니쿠만

니쿠만(일본어: 肉まん)은 밀가루, 물, 소금, 효모 등을 반죽하여 발효시켜 찐 만두이다. 중화권에서는 바오쯔라고 불리는 음식과 유사하다.